# Porta Rosa
Porta Rosa è una costruzione del IV secolo a.C. che costituisce il più antico esempio noto di arco a tutto sesto in Italia. È stata ritrovata nell'area archeologica greca dell'antica città di Elea-Velia, nell'attuale comune di Ascea all'interno del Parco nazionale del Cilento e Vallo di Diano.

## Storia
Nonostante sia nota con il nome di "porta", attribuitole all'inizio degli scavi, l'apertura era in realtà un viadotto nel passaggio murario che collegava le due sommità naturali dell'acropoli di Elea-Velia: è assente, ad esempio, ogni traccia di cardini.
L'arco è composto da undici conci di pietra arenaria. Le misure con cui fu realizzato sono quelle osco-italiche, in uso in tutto il territorio italico, dall'Etruria fino alla Lucania: le misure italiche furono usate dall'antichità fino al IV sec. a.C., poi dal IV fino al II a.C. furono adottate le misure della Grecia classica, e dal II a.C. infine fu usata la nuova misura romana, non inventata ex novo (perché gli italici degli Appennini seguitarono a usare sempre la loro misura anche tra i IV e il II sec. a.C.), ma risultato di tre medie matematiche: 1) tra la misura italica e quella greca antica; 2) tra la misura italica e quella greca classica; 3) infine calcolando la media tra (1) e (2). L'approssimazione è di 0,0014 sicilicus, quindi quasi zero.
Oltre a fungere da viadotto, l'apertura serve da contenimento delle pareti della gola che collega. Attorno al III secolo a.C. l'arco fu ostruito e l'intera struttura interrata, per opera presumibilmente di una frana o perché l'apertura costituiva un punto debole nella difesa della città; l'interramento ne ha probabilmente permesso la perfetta conservazione.
Porta Rosa fu riportata alla luce l'8 marzo 1964 dall'archeologo Mario Napoli, il quale la battezzò "Rosa" in omaggio al nome della propria moglie, sorella dell'archeologo Alfonso De Franciscis. L'area fu chiusa nel 2009 per la caduta di un masso; è stata riaperta nell'agosto 2011 dopo la messa in sicurezza del costone che la sovrasta.

## Morfologia
L'apertura è coperta da una volta di circa 2,70 metri di larghezza, e nel muro sovrastante si nota un secondo arco di scarico. La realizzazione delle mura di Elea-Velia è da collocare, nelle sue ultime fasi, a metà del IV secolo a.C. La Porta Rosa può dunque essere considerata tra i primi esempi a noi noti di realizzazioni architettoniche a volta nell'area mediterranea, se non fosse per la visibile differenza nel trattamento della pietra tra la porzione inferiore delle mura e la volta stessa (incluso l'arco di scarico). Ciò può avere differenti spiegazioni per cui non è da escludere che mura e volta siano coeve. Secondo Luigi Formicone, architetto e ispettore onorario per i Beni culturali, «le misure dell'arco e dei conci relativi corrispondono a quelle in uso degli italici prima del IV sec. a.C.; sono differenti a quelle greche antiche, macedoniche o classiche, e a quelle romane dopo il II sec a.C.».

## Rapporto con la descrizione nel proemio parmenideo
La scoperta del sistema viario che collegava il quartiere meridionale con quello settentrionale, di cui fanno parte la Porta Rosa e la cosiddetta Porta arcaica, con il conseguente disvelamento della topografia del sito, hanno stimolato lo studioso di filosofia antica Antonio Capizzi, a una rilettura affascinante, ma non universalmente accettata, del proemio Parmenideo al poema in versi Peri Physeos (Sulla Natura).